# Bugnicourt

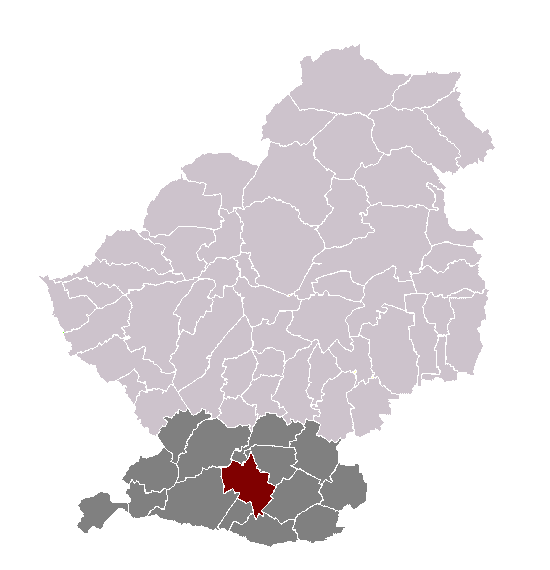
Localització de Bugnicourt

Bugnicourt és un municipi francès, situat a la regió dels Alts de França, al departament del Nord. L'any 2006 tenia 904 habitants. Limita al nord amb Erchin, al nord-est amb Villers-au-Tertre, al sud-est amb Fressain, al sud amb Aubigny-au-Bac, al sud-oest amb Brunémont, a l'oest amb Arleux i al nord-oest amb Cantin.

## Demografia
| 1962                                       | 1968 | 1975 | 1982 | 1990 | 1999 | 2006 |
| ------------------------------------------ | ---- | ---- | ---- | ---- | ---- | ---- |
| 786                                        | 811  | 765  | 928  | 934  | 870  | 904  |
| Des de 1962: població sense dobles comptes |      |      |      |      |      |      |

## Administració
| Període   | Identitat         | Partit |
| --------- | ----------------- | ------ |
| 1989-2008 | Henri Mascaux     |        |
| 2008-     | Christian Dordain |        |